# Miriam Díaz-Aroca
Margarita Miriam Díaz Aroca (Aranjuez, 4 de març de 1962) és una actriu, periodista i presentadora espanyola.
És presidenta de la Fundació Eligete, per la igualtat sense maltractaments. Fou guardonada amb el Premi Menina 2017 pel govern d'Espanya per la implicació activa i compromesa amb la violència de gènere.

## Biografia
Va néixer el 4 de març de 1962 a Aranjuez, però es va criar a Santander (Cantàbria), creixent al barri de La Albericia. Va estudiar Periodisme a la Universitat Complutense de Madrid. Va començar treballant en Radio Minuto Fórmula de la Cadena SER, com locutora i tècnic de control.

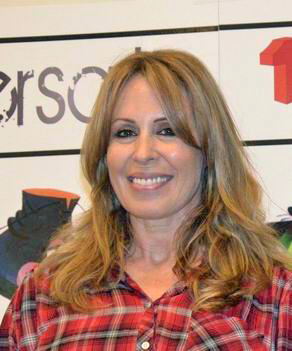
Miriam Díaz-Aroca en 2012

La seva primera aparició davant les cambres de televisió va ser en el programa musical Aplauso, el 1979, com a concursant en la secció La juventud baila, presentada per José Luis Fradejas i va quedar en tercera posició darrere la càntabra Edel Bezanilla i de la madrilenya Rosa María Velasco, que va guanyar un premi de 25.000 pessetes. Professionalment debutaria acompanyant a Javier Basilio en el concurs El bote de Don Basilio, que s'emetia en el programa de Jesús Hermida Por la mañana (1987-88). Posteriorment passà a presentar un programa infantil anomenat Cajón desastre (1988-1991).
Presentà el concurs Un, dos, tres... responda otra vez junt a Jordi Estadella (1991-1993). S'encarregava de comptabilitzar les respostes encertades, dirigir la fase d'Eliminatòria i participar en números musicals en la subhasta. Per la seva experiència amb els nens, en els programes infantils intercanvia les seves funcions amb Jordi Estadella.
El 1990 va llançar un disc amb 11 cançons anomenat Chicos del segell CBS.
En cinema, Pedro Almodóvar la seleccionà per interpretar un petit paper de locutora per a sords a la pel·lícula Tacones lejanos (1991). La seva consagració com a actriu li arribaria amb el personatge de Clara en la oscarizada Belle Époque (1992), de Fernando Trueba.
També va participar en la sèrie La casa de los líos (1996-1999) d'Antena 3, junt a Arturo Fernández, va substituir Paz Padilla en el paper protagonista de la sèrie ¡Ala... Dina! (2001-2002), i entre 2004 i 2006 va interpretar el paper de Claudia Valladares a Mis adorables vecinos. També el 2006 participà en el concurso ¡Mira quién baila!. El 2009, José Luis Moreno li va donar el paper protagonista a la sèrie ¡A ver si llego!, de la qual només es van emetre cinc capítols donada la seva escassa audiència.
Quant al seu pas pel teatre, va intervenir en el Festival de Teatre Clàssic de Mèrida el 2007 amb Lisístrata; va protagonitzar el muntatge de 101 dálmatas en el paper de Cruella de Vil; el 2009 va interpretar Adulterios junt a María Barranco; i el 2011 participà, amb María Luisa Merlo i Jorge Roelas a l'obra de teatre 100 metros cuadrados, de Juan Carlos Rubio.
És la guionista de l'espectacle Madame Noir, de Mónica Naranjo (2011).
En la quarta i última setmana del mes de gener de 2003 va ser portada d' Interviú.

## Premis
Va rebre un Oscar de Hollywood en 1994 per Belle Époque. Va rebre una Antena de Oro, corresponent a 1994 per la seva participació a Noches de gala. També va ser nominada al TP d'Or 1990 com a millor presentadora per Cajón desastre.

## Filmografia

### Pel·lícules
| Any  | Títol                          | Personatge        | Director               |
| ---- | ------------------------------ | ----------------- | ---------------------- |
| 2018 | Ibossin                        |                   | Miguel Ángel Tobías    |
| 2018 | Me llamo Gennet                |                   | Miguel Ángel Tobías    |
| 2018 | Bernarda                       | Poncia            | Emilio Barrachina      |
| 2012 | Clara no es nombre de mujer    | Sagrario          | Pepe Carbajo           |
| 2012 | La cripta                      | -                 | Pablo Ibáñez           |
| 2004 | Isi/Disi. Amor a lo bestia     | Madrastra de Vane | Chema de la Peña       |
| 2004 | XXL                            | Andrea            | Julio Sánchez Valdés   |
| 2001 | La mujer de mi vida            | Flora             | Antonio del Real       |
| 2000 | El paraíso ya no es lo que era | Mariángeles       | Francesc Betriu        |
| 1997 | Carreteras secundarias         | Estrella          | Emilio Martínez Lázaro |
| 1996 | Los Porretas                   | Candelaria        | Carlos Suárez          |
| 1992 | Belle Époque                   | Clara             | Fernando Trueba        |
| 1991 | Tacones lejanos                | Isabel            | Pedro Almodóvar        |

### Televisió

#### Sèries
| Any         | Títol                   | Cadena    | Personatge         | Episodis     |
| ----------- | ----------------------- | --------- | ------------------ | ------------ |
| 1996        | Hostal Royal Manzanares | La 1      | Doña Condesa       | 2 episodis   |
| 1996 - 2000 | La casa de los líos     | Antena 3  | Manuela            | 101 episodis |
| 1999        | Manos a la obra         | Antena 3  | Diana              | 4 episodis   |
| 2001 - 2002 | ¡Ala... Dina!           | La 1      | Dina               | 26 episodis  |
| 2004        | Ana y los 7             | La 1      | Actriz de TV       | 1 episodi    |
| 2004        | Casi perfectos          | Antena 3  | Tania              | 1 episodi    |
| 2004 - 2006 | Mis adorables vecinos   | Antena 3  | Claudia Valladares | 62 episodis  |
| 2009        | ¡A ver si llego!        | Telecinco | Pepa               | 7 episodis   |
| 2018        | Paquita Salas           | Netflix   | Ella mateixa       | 1 episodi    |

#### Programes
| Any         | Títol                   | Cadena   | Notes        |
| ----------- | ----------------------- | -------- | ------------ |
| 1987 - 1988 | Por la mañana           | La 1     | Presentadora |
| 1989 - 1990 | Cajón desastre          | La 1     | Presentadora |
| 1991 - 1993 | Un, dos, tres...        | La 1     | Presentadora |
| 1993 - 1994 | Noches de gala          | La 1     | Presentadora |
| 1994 - 1995 | No te rías que es peor  | La 1     | Presentadora |
| 1995        | Aquí jugamos todos      | La 1     | Presentadora |
| 2006        | ¡Mira quién baila!      | La 1     | Concursant   |
| 2006        | Empieza el espectáculo  | La 1     | Presentadora |
| 2013        | Splash! Famosos al agua | Antena 3 | Concursant   |
| 2013        | Cómo nos reímos         | La 2     | Invitada     |

### Teatre
| Any       | Títol                    |
| --------- | ------------------------ |
| 2007-2008 | Lisístrata               |
| 2008-2009 | 101 dálmatas             |
| 2009-2010 | Adulterios               |
| 2010-2012 | 100 Metros Cuadrados     |
| 2011-2012 | Madame Noir (Guionista)  |
| 2012      | Ni para ti, ni para mí   |
| 2014      | Las ranas                |
| 2015      | Insatisfechas            |
| 2015      | Lavar, marcar y enterrar |

### Videoclips
| Any  | Treball   | Títol        | Notes           |
| ---- | --------- | ------------ | --------------- |
| 2010 | Videoclip | Caso Perdido | De Lara Pinilla |